# Communauté de communes Perthois-Bocage et Der
La communauté de communes Perthois-Bocage et Der (CCPBD) est une communauté de communes française, située dans le département de la Marne créée le 1er janvier 2014.
Elle regroupe 25 communes et environ 5 700 habitants. 

## Historique
Dans le cadre de la  réforme des collectivités territoriales françaises (2008-2012), la loi du 16 décembre 2010 de réforme des collectivités territoriales visait trois objectifs :
- Achever la carte intercommunale par le rattachement des dernières communes isolées à des EPCI à fiscalité propre,
- Rationaliser le périmètre des EPCI à fiscalité propre existants,
- Simplifier l’organisation par la suppression des syndicats devenus obsolètes ou n’étant plus pertinents en missions ou en périmètres.

Elle fixait également comme impératif la constitution d’EPCI à fiscalité propre regroupant au moins 5 000 habitants (sauf caractéristiques géographiques particulières de certains espaces, telles que notamment insularité, frontière physique majeure, très faible densité démographique). Dans chaque département, doit être établi avant le 31 décembre 2011 un schéma départemental de coopération intercommunale prévoyant une couverture intégrale du territoire par des établissements publics de coopération intercommunale à fiscalité propre et la suppression des enclaves et discontinuités territoriales, au vu d'une évaluation de la cohérence des périmètres et de l'exercice des compétences des groupements existants. Le schéma départemental de coopération intercommunale de la Marne, répondant aux objectifs fixés par la loi, est arrêté le 19 décembre 2011. Il est mis en œuvre de 2012 à 2013. 
Dans ce cadre, la communauté de communes Perthois-Bocage et Der est créée par arrêté préfectoral du 17 avril 2013 et est entrée en vigueur le 1er janvier 2014. Son nom a été défini par le préfet par arrêté le 18 novembre 2013.
Elle est issue de la fusion intervenue le 1er janvier 2014 de trois petites communautés de communes préexistantes :  
- la  communauté de communes du Bocage Champenois (11 communes),
- la communauté de communes Marne et Orconte (6 communes)
- la communauté de communes du Perthois (6 communes)

auxquelles se sont jointes une commune détachée de la  communauté de communes de Val de Bruxenelle (Favresse) et la commune isolée de Gigny-Bussy.

## Territoire communautaire

### Géographie
La communauté de communes est située au sud-est du département de la Marne, entièrement dans l’arrondissement de Vitry-le-François. Son territoire a une superficie de  292,11 km2
La communauté de communes est limitrophe dans le département de la Marne des communautés de communes de Saulx et Bruxenelle (au nord), Côtes de Champagne et Saulx (au nord) et de Vitry, Champagne et Der (de l’ouest au sud-ouest).
La communauté de communes est également limitrophe des départements de l’Aube (au sud) et de la Haute-Marne (au sud-est et au nord-est). Huit communes du sud-est du département de la Marne n’en font pas partie et ont adhéré à la communauté d'agglomération Saint-Dizier, Der et Blaise, limitrophe de la communauté de communes (à l’est et au nord-est) mais dont le siège est dans le département de la Haute-Marne.

### Composition
La communauté de communes est composée des 25 communes suivantes :

| Nom                                                   | Code Insee | Gentilé                    | Superficie (km2) | Population (dernière pop. légale) | Densité (hab./km2) |
| ----------------------------------------------------- | ---------- | -------------------------- | ---------------- | --------------------------------- | ------------------ |
| Saint-Remy-en-Bouzemont-Saint-Genest-et-Isson (siège) | 51513      | Bouzemontois               | 21,85            | 474 (2022)                        | 22                 |
| Arrigny                                               | 51016      | Arrignyens                 | 16,08            | 233 (2022)                        | 14                 |
| Brandonvillers                                        | 51080      | Brandonissiens             | 11,69            | 196 (2022)                        | 17                 |
| Châtillon-sur-Broué                                   | 51135      | Chatillonnais              | 6,63             | 85 (2022)                         | 13                 |
| Cloyes-sur-Marne                                      | 51156      | Cloyens                    | 6,29             | 124 (2022)                        | 20                 |
| Dompremy                                              | 51215      | Dompremyats                | 3,65             | 116 (2022)                        | 32                 |
| Drosnay                                               | 51219      | Dronayats                  | 18,62            | 195 (2022)                        | 10                 |
| Écollemont                                            | 51223      | Écollemontois              | 2,81             | 63 (2022)                         | 22                 |
| Écriennes                                             | 51224      | Écriennois                 | 6,36             | 166 (2022)                        | 26                 |
| Favresse                                              | 51246      | Favressois                 | 10,31            | 219 (2022)                        | 21                 |
| Giffaumont-Champaubert                                | 51269      | Giffaumontais              | 28,16            | 286 (2022)                        | 10                 |
| Gigny-Bussy                                           | 51270      | Gignyats                   | 22,45            | 227 (2022)                        | 10                 |
| Haussignémont                                         | 51284      | Haussignémontais           | 2,78             | 311 (2022)                        | 112                |
| Heiltz-le-Hutier                                      | 51288      |                            | 10,84            | 235 (2022)                        | 22                 |
| Isle-sur-Marne                                        | 51300      | Islois                     | 5,47             | 96 (2022)                         | 18                 |
| Larzicourt                                            | 51316      | Larzicourtois              | 16,86            | 270 (2022)                        | 16                 |
| Luxémont-et-Villotte                                  | 51334      | Luxémontais-et-Villottiers | 9,19             | 444 (2022)                        | 48                 |
| Matignicourt-Goncourt                                 | 51356      | Matignicourtois            | 9,25             | 156 (2022)                        | 17                 |
| Moncetz-l'Abbaye                                      | 51373      | Moncéens                   | 6,95             | 88 (2022)                         | 13                 |
| Norrois                                               | 51406      | Norroissiens               | 4,14             | 152 (2022)                        | 37                 |
| Orconte                                               | 51417      | Orconiats                  | 13,65            | 366 (2022)                        | 27                 |
| Outines                                               | 51419      | Outinois                   | 15,42            | 131 (2022)                        | 8,5                |
| Sainte-Marie-du-Lac-Nuisement                         | 51277      |                            | 17,35            | 273 (2022)                        | 16                 |
| Scrupt                                                | 51528      |                            | 11,46            | 124 (2022)                        | 11                 |
| Thiéblemont-Farémont                                  | 51567      | Thiéblemontois             | 9,25             | 512 (2022)                        | 55                 |

### Démographie
| 1968  | 1975  | 1982  | 1990  | 1999  | 2007  | 2012  | 2017  |
| ----- | ----- | ----- | ----- | ----- | ----- | ----- | ----- |
| 5 083 | 4 783 | 5 215 | 5 382 | 5 298 | 5 560 | 5 703 | 5 662 |

## Organisation

### Siège
Le siège de la communauté de communes est à Saint-Remy-en-Bouzemont-Saint-Genest-et-Isson, 23 rue Radet.

### Conseil communautaire
La communauté de communes est administrée par son conseil communautaire, composé de 27 conseillers communautaires, qui sont des conseillers municipaux  représentant chaque commune membre, à raison d'un délégué titulaire et un suppléant pour les communes de moins de 500 habitants, et deux déléguées pour les  deux communes qui comptent 500 habitants ou plus. 
Au terme des élections municipales de 2020 dans la Marne, le conseil municipal renouvelé a réélu le 9 juillet 2020 sa présidente, Pascale Chevallot, maire de Gigny-Bussy, et désigné ses vice-présidents, qui sont : 
1. Florence Loiselet, maire de Favresse et conseillère départementale, chargée des affaires scolaires et périscolaires ;
2. Régis Bourgoin, maire de Larzicourt, chargé des  travaux de voirie ;
3. Danielle Guillemin, maire d'Haussignemont, chargée de l'assainissement collectif ,
4. Monique Caron, maire de Moncetz-l'Abbaye, chargée des affaires sociales, la MSAP, les médiathèques, le suivi des chartes de solidarités (en lien avec la MSA)
5. Jean-Louis Royer, maire de Cloyes-sur-Marne, chargé des relations avec les différents syndicats.

### Liste des présidents
| Période         | Période                       | Identité          | Étiquette | Qualité                                                                               |
| --------------- | ----------------------------- | ----------------- | --------- | ------------------------------------------------------------------------------------- |
| 30 janvier 2014 | avril 2014                    | Gilles Gagneux    | UMP       | Maire de Luxémont-et-Villotte (2008 → )                                               |
| avril 2014      | En cours (au 28 janvier 2021) | Pascale Chevallot | PS        | Enseignante de collège Maire de Gigny-Bussy (2001 → ) Réélue pour le mandat 2020-2026 |

### Compétences
L'intercommunalité exerce les compétences qui lui sont transférées par les communes membres, dans le cadre des dispositions du code général des collectivités territoriales. Il s'agit de : 
- Aménagement de l’espace : charte et contrat de développement et d’aménagement impliquant la communauté de communes avec le syndicat du Der, Le Pays Vitryat, le Département, la Région , l’État et l’Europe ; schéma de cohérence territoriale (SCOT), plans locaux d’urbanisme, carte communale ; aménagements collectifs susceptibles de développer le tourisme ; zones d’aménagement concerté (ZAC) ; acquisition  et constitution de réserves foncières ;

- Actions de développement économique intéressant l’ensemble de la Communauté : zones d’activités, actions favorisant le maintien, l’extension ou l’accueil des activités économiques  (ORAC ....), développement des activités de loisirs et du tourisme (Adhésion au Syndicat du Der en lieu et place des communes)

- Protection et mise en valeur de l’environnement : collecte et traitement des déchets ménagers et assimilés, conventionnement avec d’autres collectivités pour l’accès à des déchetteries situées hors du territoire de la communauté de communes ; sentiers de  randonnée reliant au moins deux communes membres ; démoustication de zones  ciblées ; énergies renouvelables ; Aménagement hydraulique des rivières ;

- Politique du logement et du cadre de vie : programmes locaux de l'habitat, opérations programmées d’amélioration  de l’habitat (OPAH) ; gestion du personnel technique affecté aux travaux et entretiens d’intérêt communautaire ; aménagement  numérique du territoire :

- Voirie communautaire d'intérêt communautaire

- Équipements culturels et sportifs et de l’enseignement préélémentaire et élémentaire d’intérêt communautaire :

- Action sociale d’intérêt communautaire : contingent d’aide sociale ; maison pluridisciplinaire de santé ; maisons  de services au public, cyberbase.

- Assainissement collectif, contrôle des installations d'assainissement non-collectif...

- Transports scolaires et périscolaires ; centres d’accueil périscolaires et extrascolaires ;  service des écoles et des cantines
- Service incendie : centre de secours contre l’incendie - Contribution au contingent du SDIS.
- Création ou maintien et gestion d’agences postales intercommunales ;
- Actions en faveur des personnes âgées et  de la petite enfance ; portage de repas à domicile ; téléassistance pour les personnes âgées.
- Actions liées au contrat éducatif local ;
- Réseau d’animateurs socio-culturels en dehors des CLSH ;
- Soutien  aux associations ayant un rayonnement sur plusieurs communes du territoire de la communauté de communes.
- Création et gestion d’un crématorium et d’un site cinéraire.

### Régime fiscal et budget
La communauté de communes est un établissement public de coopération intercommunale à fiscalité propre.
Afin de financer l'exercice de ses compétences, la communauté de communes perçoit une fiscalité additionnelle aux impôts locaux des communes, sans fiscalité professionnelle de zone (FPZ) et sans fiscalité professionnelle sur les éoliennes (FPE).
Elle perçoit également une redevance d'enlèvement des ordures ménagères (REOM), qui finance le fonctionnement de ce service public.
L'intercommunalité ne reverse pas de dotation de solidarité communautaire (DSC) à ses communes membres.

## Projets et réalisations
Conformément aux dispositions légales, une communauté de communes a pour objet d'associer des « communes au sein d'un espace de solidarité, en vue de l'élaboration d'un projet commun de développement et d'aménagement de l'espace ».